# Peter Jankowitsch
Peter Jankowitsch (ur. 10 lipca 1933 w Wiedniu) – austriacki polityk, dyplomata.

## Życiorys
Z wykształcenia jest prawnikiem. Należy do Socjaldemokratycznej Partii Austrii (SPÖ). W latach 1983–1986, 1987–1990 i 1992–1993 sprawował funkcję deputowanego do Nationalrat. W latach 1986–1987 pełnił funkcję federalnego ministra spraw zagranicznych rządu austriackiego. W latach 1990–1992 ponownie został powołany do rządu, tym razem jako sekretarz stanu w Kancelarii Federalnej. W latach 1993–1998 sprawował posadę ambasadora Austrii przy OECD w Paryżu we Francji.

## Odznaczenia
- Krzyż Wielki Orderu Infanta Henryka (Portugalia, 1984)[1]
- Krzyż Komandorski z Gwiazdą Orderu Sokoła Islandzkiego (Islandia, 1991)[2]